# كاوري يوكي
كاوري يوكي (باليابانية: 由貴香織里؛ بالكانا: ゆき かおり) هي مانغاكا يابانية، ولدت في القرن العشرين في طوكيو (اليابان) في اليابان.

## وصلات خارجية
- كاوري يوكي على موقع IMDb (الإنجليزية)
- كاوري يوكي على موقع ANN person (الإنجليزية)

- الموقع الرسمي